# Sofer (azienda)
La Sofer è stata la più grande produttrice di materiale rotabile del Mezzogiorno, una società di costruzione di materiale rotabile ferroviario e di autobus con sede a Pozzuoli. 
La sua produzione comprendeva locomotive, ETR 500, TAF e rotabili per metropolitane. La società aveva acquisito l'ex stabilimento Armstrong chiuso dopo oltre 100 anni di attività.
Negli anni ottanta la SOFER era entrata a far parte del consorzio Inbus. All'inizio degli anni novanta la società entrò in crisi; varie vicissitudini portarono, nel 2003, alla chiusura dello stabilimento, la cui estensione aveva raggiunto circa 170.000 m².
Nel 2008 fu annunciato un progetto per la riqualifica dell'area e la successiva destinazione, fra l'altro, a centro velico.